# Christl Palme
Christl Palme de Osechas (Mérida, Venezuela, 24 de abril de 1945) es una física venezolana y profesora universitaria jubilada, miembro de la Seismological Society of America. Está especializada en la rama de la sismología histórica y se ha dedicado a la investigación y estudio de eventos sismológicos en Venezuela.

## Carrera
En el año 1970 se graduó en la Universidad de Innsbruck en Austria como Dr. Phyl (en inglés), grado que se otorga para designar a los Doctores egresados en áreas de las ciencias como la Física. A partir de allí ha trabajado en el Instituto Max-Planck de Química en Mainz, Alemania; y en Venezuela en la Universidad de Oriente, Universidad Simón Bolívar (USB) y en la Universidad de Los Andes (ULA).
En 1979 se incorporó al Núcleo Rafael de Trujillo de la ULA, en el cual ha colaborado con investigaciones en el área de la Sismología junto a integrantes de la Facultad de Ciencias de la universidad. Su rama de especialización es la Sismología Histórica y Palme fue quien organizó las primeras jornadas de actividades sobre Sismicidad Histórica en el Estado Trujillo, Venezuela.
Desde el año 2002 está jubilada de la ULA, sin embargo continúa siendo investigadora en el Laboratorio de Geofísica de dicha alma mater, colaborando con el desarrollo del sistema de Teleinformación de Sismología Histórica de Venezuela.

### Cursos realizados
- 1983. Entrenamiento en materias de Sismología. Institución: Laboratorio de Geofísica, ULA, Mérida. Duración: 8 meses.
- 1983. Workshop on Pattern Recognition and Analysis of Seismicity. Institución: International Centre for Theoretical Physics, Trieste, Italia. Duración: 2 semanas.
- 1988. I Escuela Latinoamericana de Geofísica. Institución: Universidad de los Andes, Mérida. Duración: 1 semana.
- 1991. Entrenamiento en tratamiento digital de datos sismológicos. Institución: Universidad de Munich, Alemania. Duración: 1 año.[2]

### Becas y distinciones
- 1997. Sistema de Promoción del Investigador (PPI), Nivel I. Institución: CONICIT.
- 1997. Programa de estímulo al Investigador (PEI). Institución: CDCHT ULA.
- 1998. CONADES. Institución: Comisión nacional para el desarrollo de la educación superior (CONADES).
- 2001. Programa de estímulo al Investigador (PEI). Institución: CDCHT ULA.
- 2003. Programa de estímulo al Investigador (PEI). Institución: CDCHT ULA.
- 2005. Sistema de Promoción del Investigador (PPI), Nivel I. Institución: CONICIT.
- 2005. Programa de estímulo al Investigador (PEI). Institución: CDCHT ULA.
- 2006. Reconocimiento por el sostenido esfuerzo de la libre difusión del conocimiento a través de los servidores temáticos de la Universidad de los Andes. Institución: ULA, Vicerrectorado Académico y Consejo de Computación Académico.[2]

## Publicaciones en español

### Libros
- 1993. Christl Palme. Los Terremotos de los Años 1674,1775 y 1886 en Trujillo. Editorial Venezolana C.A. Mérida.

### Revistas
- 1989. Palme, C. Reevaluación del terremoto de Trujillo del 29-09-1886. Acta Científica Venezolana.
- 1990. Palme, C. Los terremotos de los años 1674 y 1775 en Trujillo. Acta Científica Venezolana.
- 1992. Palme, C., F. Scherbaum y H. Langer. Predicción de los movimientos de suelo en el valle de Ashigara, Japon, usando un método estocástico de simulación dependiente del suelo. Memorias del VI Congreso Venezolano de Geofísica.
- 1993. Palme, C. Destrucción de la Iglesia San Alejo y de la Capilla de la Asunción en Boconó por Terremoto en 1801. Boletín de Historia de las Geociencias en Venezuela.
- 1993. Palme, C. Reevaluación del terremoto de Trujillo del 29-09-1886. Boletín de Historia de las Geociencias en Venezuela.
- 1993. Palme, C. Los terremotos de los años 1674, 1775 y 1886 en Trujillo. Boletín de Historia de las Geociencias en Venezuela.
- 1995. Palme, C. y J. Choy. Estudio de unas tormentas sísmicas en la región de El Águila y de Piñango entre octubre de 1989 y abril de 1990. Acta Científica Venezolana.
- 1998. Palme, C., Choy E. J. y Morandi M.T. Determinación de patrones de esfuerzos tectónicos para el Oriente de Venezuela - Sureste del Caribe a partir de mecanismos focales. Memorias del IX. Congreso Venezolano de Geofísica.
- 2000. Palme, C., Choy E. J. y Morandi M.T. Observaciones acerca del estado de esfuerzos tectónicos en el norte de Los Andes Merideños, Venezuela. Memorias del X. Congreso Venezolano de Geofísica.
- 2001. Palme, C. Evolución de la sismicidad histórica en Venezuela como disciplina reciente 2.21.3 Memorias del curso Internacional sobre protección del patrimonio en zonas sísmicas. Memorias del curso Internacional sobre protección del patrimonio en zonas sísmicas.
- 2001. Palme, C., Choy E. J. y Morandi M.T. Mecanismos focales sísmicos y esfuerzos tectónicos en la región norte de Los Andes Merideños, Venezuela. Interciencia.
- 2002. Palme, C. y Altez, R. Los terremotos de 1673 y 1674 en los Andes venezolanos. Interciencia
- 2002. Palme C., Choy J. , Guada C. y Morandi M. Mediciones de vibración ambiental en la ciudad de Ejido, estado Mérida, Venezuela. Fundación Venezolana de Investigaciones Sismológicas: serie técnica.
- 2003. Palme, C. Sismología histórica: Terremotos en los Andes. Investigación y Ciencia.
- 2003. Palme, C., Mornadi, M., Silva, J. y Choy, J. Proposición para crear un sistema de teleinformación de sismología histórica Venezolana. Revista Geográfica Venezolana.
- 2003. Palme, C., Choy E. J. y Morandi M.T. Implicaciones tectónicas del terremoto de El Tocuyo, del 3 de agosto de 1950, Venezuela. Revista Geográfica Venezolana.
- 2004. Palme C. y Altez R. La sismología histórica de Venezuela. Investigación, CDCHT-ULA.
- 2005. Palme C., Choy J. , Guada C. y Morandi M. Determinación de una relación lineal entre intensidad, magnitud y distancia epicentral para el occidente de Venezuela. Interciencia.
- 2005. Palme C., Choy J. , Guada C. y Morandi M. Re-evaluación de las intensidades de los grandes sismos históricos de la región de la cordillera de Mérida utilizando el método de Bakun & Wentworth. Revista Geográfica Venezolana.
- 2006. Palme, C. Mazuera F., Rocabado V., Larica S., Gonzalez L. Determinación de períodos fundamentales del suelo de la ciudad de Mérida, a partir de mediciones de ruido ambiental. Memorias del Congreso Venezolano de Sismología e Ingeniería Sísmica.[2]